# فرودگاه بم
فرودگاه بین المللی بم (یاتا:BXR و ایکائو:OIKM) فرودگاهی است که در شرق شهر بم و 
شمال باغشهر بروات در منطقه شرق استان کرمان قرار گرفته‌است. این فرودگاه از سال ۱۳۸۹ جز فرودگاه‌های مرز هوایی است
این فرودگاه به وسیله بولوار یکم فرودگاه به شهر بم و بولوار دوم فرودگاه به بزرگراه بين المللی خلیج فارس (محور ترانزیت     آسیای جنوبی به اروپا) متصل می شود.
این فرودگاه در ناحیه ای در حد فاصل شهر بم و شهر بروات و همچنین پایگاه مصوب شکاری شهید ستاری و منطقه ویژه اقتصادی ارگ جدید قرار دارد.
در سال ۲۰۱۶ میلادی ۲۱۲ نشست و برخاست هواپیما در این فرودگاه انجام شد و ۱۱٬۲۱۲ نفر مسافر و ۸۳٬۳۷۹ کیلوگرم بار از طریق آن جابجا شدند.

## شرکت‌های هواپیمایی و مقصدهای پروازی
| شرکت‌های هواپیمایی                 | مقصدهای پروازی |
| --------------------------------- | -------------- |
| * هواپیمایی ماهان - هواپیمایی قشم | تهران          |